# Liste der Straßen in Altenkirchen (Westerwald)
Die Liste der Straßen in Altenkirchen (Westerwald) listet alle Straßennamen der rheinland-pfälzischen Kreisstadt Altenkirchen (Westerwald) und den Ortsteilen Bergenhausen, Dieperzen, Leuzbach und Honneroth auf. Im Straßenverzeichnis befinden sich 118 Straßen in Altenkirchen (Westerwald).

## Einleitung

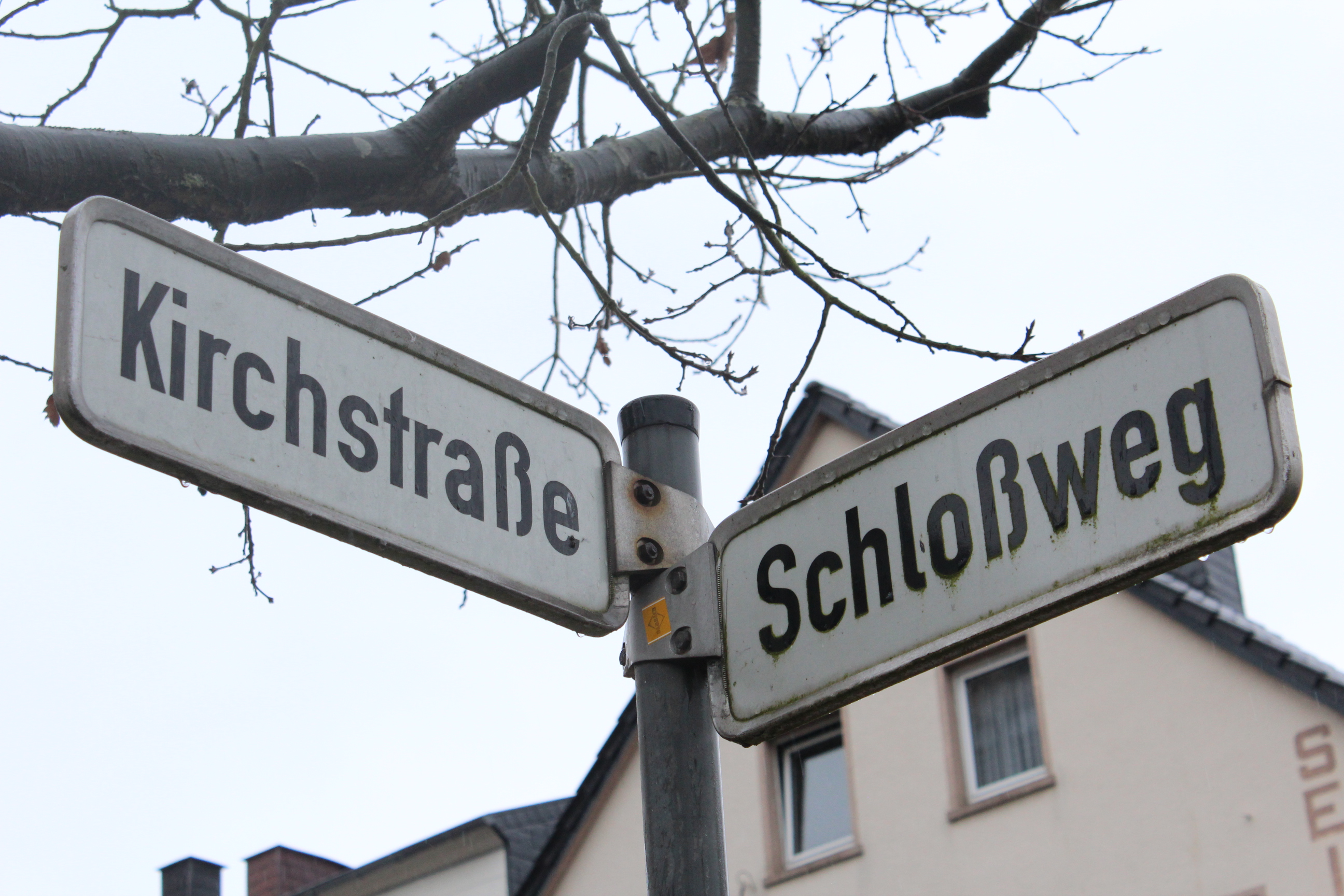
Straßenschilder von Kirchstraße und Schloßweg in Altenkirchen

Die in der Stadt Altenkirchen (Westerwald) verwendeten Straßennamen sind verhältnismäßig junger Natur. Bis ins 18. Jahrhundert hinein kamen die Begriffe „Straße“, „Platz“ und „Allee“ überhaupt nicht vor. Eine innerstädtische Straße wurde als „Gaß“, später „Gasse“ bezeichnet. Das Grundwort „-straße“ taucht (abgesehen von den Verbindungsstraßen nach Frankfurt am Main, Koblenz, Köln oder Siegen) erstmals mit der zentral gelegenen Wilhelmstraße auf; dies war zugleich der erste eine Person ehrende Straßenname. Letztlich setzte sich die Benennung von Straßen nach Personen aber erst gegen Ende des 19. Jahrhunderts durch, wie etwa der nach Gebhard Leberecht von Blücher benannte „Blücherplatz“ am nördlichen Ende der Wilhelmstraße bzw. des Schloßplatzes.
Nach dem Stadtbrand von 1893 beschloss der Gemeinderat die Benennung aller Straßen; zuvor waren sie anonym geblieben oder der Volksmund hatte den Sammelbegriff „Dreckgaß“ gefunden. Einige hatten volkstümliche Bezeichnungen wie „Vordergasse“ (heute Wilhelmstraße) oder „Hintergasse“ (heute Marktstraße).
Verwendung als Namensgeber fanden in der Zeit der Weimarer Republik die Generalfeldmarschälle August von Mackensen („Mackensenstraße“, seit 1951 wieder Frankfurter Straße) oder Paul von Hindenburg („Hindenburgstraße“, heute wieder Rathausstraße).
Die Nationalsozialisten tilgten ihnen unliebsame Straßennamen; so wurde der untere Abschnitt der Kumpstraße zur Adolf-Hitler-Straße und Im Hähnchen wurde zur Hermann-Göring-Straße.
In der Nachkriegszeit wurden dann Sozialreformer wie Theodor Fliedner oder Friedrich Wilhelm Raiffeisen mit Straßenbenennungen aufgewertet. Benennungen der Nachkriegszeit hatten kulturelle (Von-Kleist-Straße) oder politische (Konrad-Adenauer-Platz) Hintergründe, waren vielfach aber meist eher unverfänglich und erinnerten an Pflanzen, Fließgewässer, Flurbezeichnungen oder Gemarkungen. Seit 1947 werden, einer Empfehlung des Städtetags folgend, „Straßennamenfelder“ in Neubaugebieten verwandt, wie es in Leuzbach oder Honneroth angewendet wurde. So gibt es Straßennamenfelder mit Bäumen (seit den 1970er-Jahren im Neubaugebiet des Stadtteils Leuzbach) und Schriftstellern seit den 1970/80er-Jahren im Stadtteil Honneroth.
Einige der örtlichen Straßennamen haben einen Bezug zu lokalen oder regionalen Personen oder Themen; meist mit der Verwendung von historischen Gemarkungsnamen. So wurde auch die lokale Persönlichkeit Friedrich Emmerich geehrt, ebenso die Grafen zu Sayn und das weitere historische Umfeld in Verbindung mit Altenkirchen.

## Übersicht der Straßen und Plätze der Stadt Altenkirchen (Westerwald)
Die nachfolgende Tabelle gibt eine Übersicht über die vorhandenen oder historischen Straßen und Plätze Altenkirchens sowie einige dazugehörige Informationen. Im Einzelnen sind dies:
- Name/Geoposition: aktuelle Bezeichnung der Straße oder des Platzes. Über den Link ‚Lage‘ (Geoposition ermittelt mit MyGeoPosition.com) kann die Straße oder der Platz auf verschiedenen Kartendiensten angezeigt werden. Die Geoposition gibt dabei ungefähr die Mitte an.

Ehemalige oder nicht mehr gültige Straßennamen sind in dieser Spalte kursiv gesetzt. Vorübergehende Bezeichnungen aus der NS-Zeit werden in der Regel erwähnt.
- Länge/Maße in Metern: Die in der Übersicht enthaltenen Längenangaben sind nach mathematischen Regeln auf- oder abgerundete Übersichtswerte, die im BayernAtlas mit dem dortigen Maßstab ermittelt wurden. Sie dienen eher Vergleichszwecken und werden, sofern amtliche Werte bekannt sind, ausgetauscht und gesondert gekennzeichnet.

Bei Plätzen sind die Maße in der Form a × b bei rechteckigen Anlagen, a × b × c bei dreiecksförmigen Anlagen mit a als längster Kante und der Durchmesser bei kreisförmigen Anlagen dargestellt.
- Namensherkunft: Ursprung oder Bezug des Namens.
- Lage: Angabe des Anfangs- und des Endpunkts bei Straßen bzw. wichtiger mündender Straßen bei Plätzen.
- Anmerkungen: Weitere Informationen bezüglich anliegender Institutionen, der Geschichte der Straße, historischer Bezeichnungen, Baudenkmale usw.
- Bild: Foto der Straße / des Platzes oder eines anliegenden Objekts.

| Name/Geoposition                         | Länge/Maße (in Metern) | Namensherkunft | Lage                                                                   | Anmerkungen | Bild |
| ---------------------------------------- | ---------------------- | --- | ---------------------------------------------------------------------- | --- | --- |
| Ahornweg (Lage)                          | 100                    | | Von Leuzbacher Weg zum Kiefernweg.                                     | Die Straße liegt im Stadtteil Leuzbach. | |
| Almersbacher Straße (Lage)               | 100                    | Die Bezeichnung verweist auf die Verbindung zum Nachbarort Almersbach (Fußweg) | Von der Wiedstraße zur Raiffeisenstraße.                               | Die Straße liegt am Südrand des Stadtteils Leuzbach. Sie überquert die Bahnlinie Altenkirchen–Engers. | |
| Am Dorn (Lage)                           | 347                    | Bezug auf den Höhenzug „Dorn“ im Süden der Stadt. | Vom Heuweg zur Frankfurter Straße (Fußweg).                            | Die 1930 benannte Straße liegt am Südrand der Stadt zum Wiesental entlang der Bahnstrecke Limburg–Altenkirchen und ist zu beiden Seiten eine Sackgasse. | Am Dorn |
| Am Kumphof (Lage)                        | ca. 50                 | Bezug auf historische Bebauung | Von der Kumpstraße.                                                    | Die 2002 benannte Straße liegt am Nordrand der Stadt. | |
| Auf dem Altdriesch (Lage)                | ca. 100                | Flurname | Von der Hochstraße abzweigend.                                         | Die 1968 benannte Straße liegt am Nordostrand der Stadt in Nähe des Friedhofs. Sie führt zur Reitsportanlage, | |
| Auf dem Eichelchen (Lage)                | 500                    | Flurname | Von der Leuzbacher Weg abzweigend.                                     | Die Straße liegt im Stadtteil Leuzbach. | |
| Auf dem Rähmchen (Lage)                  | 150                    | Flurname | Von Auf dem Steinchen abzweigend.                                      | Die 1957 benannte Straße liegt am Nordrand der Stadt. Sie ist eine Sackgasse. | |
| Auf dem Steinchen (Lage)                 | 300                    | Flurname | Von der Kumpstraße zum Lohmühlenweg.                                   | Die 1957 benannte Straße liegt am Nordrand der Stadt nahe der Umgehungsstraße. | |
| August-Horch-Straße (Lage)               | 180                    | August Horch, deutscher Maschinenbauingenieur und Gründer der Automobilbauunternehmen Horch und Audi.                                                                                       | Von der Kölner Straße.                                                 | Die Straße liegt im Industriegebiet im Westrand der Stadt. Sie ist eine Sackgasse. | |
| Bachstraße (Lage)                        | ca. 100                | Bezug auf den Quengelbach, den die Bachstraße überquert. | Von der Kumpstraße zur Schützenstraße                                  | Die schmale, 1931 benannte Straße überquert die Bahnstrecke Altenkirchen–Au (Sieg) und quert den Dammweg. | Bachstraße |
| Bahnhofstraße (Lage)                     | 207                    | Straße zum Bahnhof Altenkirchen. | Von der Koblenzer Straße zum Konrad-Adenauer-Platz.                    | Die Straße liegt am Südrand der Stadt und verbindet Innenstadt mit dem Bahnhof. Sie ist eine der zentralen Einkaufsstraßen der Stadt. Das namensgebende, 1883/84 erbaute Bahnhofgebäude (Bahnhofstraße 1) ist ein Kulturdenkmal der Stadt, wie auch das gegenüber liegende Postgebäude (Bahnhofstraße 28, Friedrich-Emmerich-Straße 6) von 1920. | Bahnhofstraße |
| Bergstraße (Lage)                        | 477                    | Die Straße führt über den Höhenzug Dorn im Süden der Stadt. | Von der Koblenzer Straße zur Straße Zum Johannistal.                   | Das Gebiet wurde in den 1920er-Jahren bebaut. Die 1931 benannte Straße liegt am Südrand der Stadt am Stadtwald. | |
| Birkenweg (Lage)                         | 150                    | | Vom Leuzbacher Weg abzweigend.                                         | Die 1970 benannte Straße liegt im Stadtteil Leuzbach. Sie ist eine Sackgasse. | |
| Bleichweg (Lage)                         | 53                     | Bezug auf ehemalige Bleichwiese im Wiedtal. | Von der Wilhelmstraße abzweigend.                                      | Die kleine, 1931 benannte Straße liegt am Rand der Innenstadt und überquert die Bahnlinie Altenkirchen-Limburg. Sie dient weitgehend als Parkplatz | Bleichweg |
| Blücherplatz (Lage)                      |                        | Gebhard Leberecht von Blücher, preußischer Generalfeldmarschall, der am 11. November 1813 im Hause Herrn von Avemann sein Hauptquartier bezog.                                              | Von der Wilhelmstraße zur Rathausstraße.                               | Der 1927 benannte Blücherplatz liegt am oberen Ende der innenstädtischen Fußgängerzone und ist seit der Neugestaltung und Bebauung des Schloßplatzes in den 1990er- und 2000er-Jahren als Platz nicht mehr erkennbar; er blieb lediglich als postalische Adresse bestehen; 1996 erfolgte die Umbenennung in Schloßplatz.                         | |
| Buchenweg (Lage)                         | ca. 200                | | Vom Leuzbacher Weg abzweigend.                                         | Die 1970 benannte Straße liegt im Stadtteil Leuzbach. Sie ist eine Sackgasse. | |
| Büchnerstraße (Lage)                     | ca. 1000               | Georg Büchner, deutscher Dramatiker | Von der Mörickestraße.                                                 | Die 1982 benannte Straße liegt im Ortsteil Honneroth. Sie entstand als Rundstraße in den 1980er Jahren. | |
| Dammweg (Lage)                           | 566                    | Bezug auf den Bahndamm der Bahnstrecke Altenkirchen-Au am Quengelbach. | Von der Quengelstraße zur Schützenstraße.                              | Die 1951 benannte Straße liegt in Innenstadtnähe am Parc de Tarbes. | Dammweg |
| Dieperzbergweg (Lage)                    | ca. 500                | Der Name verweist auf den Dieperzberg im Norden der Stadt. | Von der Siegener Straße zum Parc de Tarbes.                            | Die 1931 benannte Straße liegt am Nordrand der Stadt, kreuzt den Dammweg und setzt sich an ihrem Ende in einem Feld- und Wanderweg fort. | Dieperzbergweg |
| Dorfstraße (Lage)                        | 706                    | Einzige Straße im Ortsteil Dieperzen. | Von der Heinestraße (Honneroth) und zur Kreisstraße 39                 | Die 1970 Dieperzen Dorfstraße benannte Kreisstraße führt durch den Weiler am Nordrand der Stadt und setzt sich an ihrem nördlichen Ende in den Kobersteiner Weg nach Koberstein und Obererbach fort. | |
| Driescheider Weg (Lage)                  | 887                    | ? | Von der Kumpstraße nach Helmenzen.                                     | Die 1927 benannte Straße liegt am Westrand der Stadt. Sie unterquert die Umgehungsstraße Bundesstraße 414. | Driescheider Weg |
| Eichendorffstraße (Lage)                 | ca. 200                | Joseph von Eichendorff, deutscher Dichter | Von der Lessingstraße.                                                 | Die 1977 benannte Straße liegt im Ortsteil Honneroth. Sie entstand in den 1970er Jahren. | |
| Erlenweg (Lage)                          | ca. 100                | | Vom Leuzbacher Weg abzweigend.                                         | Die 1974 benannte Straße liegt im Stadtteil Leuzbach in der Nähe des Krankenhauses. Sie ist eine Sackgasse. | |
| Feldstraße (Lage)                        | ca. 75                 | Bezug auf frühere landwirtschaftliche Nutzung | Von der Siegener Straße.                                               | Die 1951 benannte Straße liegt am Nordrand der Stadt nahe dem Schulzentrum. Sie ist eine Sackgasse. | |
| Finkenweg (Lage)                         | ca. 200                | | Von Auf dem Steinchen zur Kumpstraße.                                  | Die 1957 benannte Straße liegt im Nordwesten der Stadt. | |
| Fontanestraße (Lage)                     | ca. 400                | Theodor Fontane, deutscher Schriftsteller | Von der Büchnerstraße zur Gerhart-Hauptmann-Straße.                    | Die 1982 benannte Straße liegt im Ortsteil Honneroth. Sie entstand in den 1980er Jahren. | |
| Frankfurter Straße (Lage)                | a. 1500                | Bezug auf die historische Wegverbindung nach Frankfurt am Main (Cölnische Hohe Heer- und Geleitstraße).                                                                                     | Von der Quengelstraße nach Gieleroth.                                  | Die ab 1927 Mackensenstraße, seit 1951 wieder Frankfurter Straße benannte Straße bildet als Bundesstraße 8 eine der zentralen Einfallstraßen im Südosten der Stadt. Sie überquert die Bahnlinie Altenkirchen–Limburg. | Frankfurter Straße |
| Friedrich-Emmerich-Straße (Lage)         | 157                    | Friedrich Emmerich war ein Advokat auf Daaden, der der Stadt Altenkirchen ein Grundstück überließ, auf dem das Krankenhaus am ehemaligen Standort Wiedstraße/Kölner Straße errichtet wurde. | Von der Bahnhofstraße zur Kreuzung Kölner Straße/Wiedstraße.           | Die 1926 benannte Straße liegt in der Nähe des Bahnhofs Altenkirchen. | Friedrich-Emmerich-Straße |
| Friesenstraße seit ca. 1920 (Lage)       | ca. 100                | Seit 1951 so benannt, vorher Friedrich-Friesen-Straße. Friedrich Friesen war Mitbegründer der deutschen Turnkunst, Pädagoge und Freiheitskämpfer.                                           | Von der Parkstraße zur Zum Löh.                                        | Die 1937 benannte Straße liegt im Parkstraßen-Viertel im Nordosten der Stadt. | Friesenstraße |
| Gartenstraße (Lage)                      | 54                     | Evtl. Bezug auf die ehemaligen Gärten vor der früheren Stadtmauer. | Von der Wallstraße nach Im Hähnchen.                                   | Die Straße liegt am Südrand des Marktplatzes. | Gartenstraße |
| Gerhart-Hauptmann-Straße (Lage)          | 276                    | Gerhart Hauptmann, deutscher Dramatiker | Von der Fontanestraße zur Schillerstraße.                              | Die 1982 benannte Straße liegt im Ortsteil Honneroth. Sie entstand in den 1980er Jahren. | |
| Glockenspitze (Lage)                     | ca. 150                | Flurname | Von der Hochstraße (K151).                                             | Die 1951 benannte Straße erschließt das Schulzentrum, darunter das Westerwald-Gymnasium und die Realschule plus. | |
| Goethestraße (Lage)                      | 653                    | Johann Wolfgang von Goethe, deutscher Schriftsteller | Von der Kumpstraße zur Schillerstraße.                                 | Die Straße liegt im Ortsteil Honneroth und dient als eine der zentralen Erschließungsstraßen des Wohngebiets. Sie entstand in den 1980er Jahren. | |
| Graf-Zeppelin-Straße (Lage)              | ca. 600                | Ferdinand von Zeppelin, Entwickler und Begründer des Starrluftschiffbaus | Von der Hochstraße.                                                    | Die 1987 benannte Straße liegt am Nordostrand der Stadt nördlich von Michelbach (Westerwald). Sie erschließt das gleichnamige Industriegebiet nahe der Bundesstraße 414. | |
| Heimstraße (Lage)                        | ca. 1000               | Bezug auf das ehemalige Kinderheim (heute Haus Felsenkeller) | Von der Koblenzer Straße zur Bergstraße.                               | Die 1927 benannte Straße liegt am Südrand der Stadt. Sie durchquert den Stadtwald. | |
| Heinestraße (Lage)                       | 1129                   | Heinrich Heine, deutscher Dichter | Von der Goethestraße nach Dieperzen.                                   | Die 1982 benannte Straße liegt im Ortsteil Honneroth. Sie entstand in den 1980er Jahren. | |
| Helmenzer Straße (Lage)                  | ca. 200                | Alter Verbindungsweg nach Helmenzen | Von der Wiedstraße abzweigend.                                         | Die 1968 benannte Straße liegt im Stadtteil Leuzbach. Sie ist eine Sackgasse. | |
| Hermann-Löns-Straße (Lage)               | 230                    | Hermann Löns, deutscher Schriftsteller | Von der Bergstraße.                                                    | Die 1973 benannte Straße liegt am Südrand der Stadt in Nähe des Stadtwaldes. | |
| Heuweg (Lage)                            | ca. 200                | Bezug auf das Wiesental am südlichen Ende des Wegs | Von der Frankfurter Straße zum Wiesental.                              | Die 1927 benannte Straße liegt am Südrand der Innenstadt. Sie überquert die Bahnstrecke Limburg–Altenkirchen. | Heuweg und Bahnübergang an der Bahnlinie Altenkirchen-Limburg |
| Hochstraße (Lage)                        | ca. 1000               | Die Straße steigt zur Glockenspitze an. | Von der Siegener Straße zur B414.                                      | Die Straße liegt am Nordrand der Innenstadt und ist eine der zentralen Einfallstraßen der Stadt. Das Gebäude Hochstraße 3 (heute Standort der der Musikschule) ist ein Kulturdenkmal der Stadt. | Hochstraße |
| Hoffnungsthal (Lage)                     | 123                    | Flurname | Von der Koblenzer Straße.                                              | Die kleine, 1908 benannte Straße liegt am Südrand der Stadt in Richtung Almersbach und dient als Zuwegung. | |
| Hofstraße (Lage)                         | 178                    | | Von der Saynstraße zur Marktstraße.                                    | Die 1930 benannte Straße liegt in der zentralen Innenstadt. Sie durchquert den Marktplatz. | Hofstraße |
| Im Hähnchen (Lage)                       | 433                    | Flurname | Vom Heuweg zur Mühlengasse.                                            | Die 1945 benannte Straße liegt am Südrand der Innenstadt. Sie hieß 1940–45 Hermann-Göring-Straße. | Im Hähnchen |
| Im Kortenthal (Lage)                     | ca. 200                | Flurname | Vom Kiefernweg zum Erlenweg.                                           | Die 1970 benannte Straße liegt im Stadtteil Leuzbach. | |
| Im Mühlberg (Lage)                       | ca. 200                | Flurname | Von der Siegener Straße.                                               | 1978 benannt. | Im Mühlberg |
| Im Schleedörn (Lage)                     | ca. 50                 | Flurname | Von der Frankfurter Straße zur Mittelstraße in Michelbach (Westerwald) | Die 1976 benannte Straße liegt größtenteils auf dem Gebiet der Ortsgemeinde Michelbach. | Im Schleedörn |
| Im Sportzentrum (Lage)                   | ca. 100                | wortwörtlich | Von der Hochstraße.                                                    | Die 1999 benannte Straße liegt am Nordrand der Stadt. Sie erschließt das Schul- und Sportzentrum, eine Kindertagesstätte und ein Hotel an der Glockenspitze und dient auch als Parkplatz und Buswendeplatte. | |
| Im Vogelsang (Lage)                      | ca. 150                | Flurname | Von der Friesenstraße zur Sehrtenbachstraße.                           | Die 1955 benannte Straße liegt im Parkstraßenviertel am Ostrand der Stadt. | Im Vogelsang |
| Im Wolfsacker (Lage)                     | ca. 100                | Flurname | Von der Hochstraße nach Zum Löh.                                       | Die 1940 benannte Straße liegt am Nordrand der Stadt und am Rand des Parkstraßenviertels.. | Zum Wolfsacker |
| In den Gärten (Lage)                     | 120                    | Flurname | Von der Karlstraße zur Sehrtenbachstraße.                              | Die 1957 benannte Straße liegt im Parkstraßenviertel und dient als Zuwegung. | In den Gärten |
| In der Bellersbach (Lage)                | 166                    | Flurname | Von der Kölner Straße.                                                 | Die 1930 benannte Straße liegt im Industriegebiet am Westrand der Stadt. Sie dient als Zufahrt zu einem Industriebetrieb. | |
| In der Malzdürre (Lage)                  | ca. 50                 | Flurname | Von der Parkstraße.                                                    | Die 1973 benannte Straße liegt im Parkstraßenviertel nach der Kreisverwaltung. | |
| Karlstraße (Lage)                        | ca. 350                | | Von der Frankfurter Straße zur Hochstraße.                             | Die 1908 benannte Straße liegt am nordöstlichen Rand der Innenstadt. Sie durchquert das Parkstraßenviertel, das in den 1920er-Jahren entstand. | Karlstraße |
| Kastanienweg (Lage)                      | ca. 250                | | Von der Wiedstraße.                                                    | Die 1970 benannte Straße liegt am Westrand des Stadtteils Leuzbach. | |
| Kästnerstraße (Lage)                     | ca. 200                | Erich Kästner, deutscher Schriftsteller | Von der Büchnerstraße                                                  | Die 1982 benannte Straße liegt im Ortsteil Honneroth. Sie entstand in den 1980/90er Jahren. | |
| Kiefernweg (Lage)                        | 258                    | | Vom Leuzbacher Weg.                                                    | Die 1974 benannte Straße liegt im Stadtteil Leuzbach. | Kiefernweg |
| Kirchstraße (Lage)                       | 91                     | Die Straße grenzt an das Gelände der Evangelischen Kirche | Von der Wilhelmstraße zur Quengelstraße.                               | Die 1930 benannte Straße liegt am Zentrum der Innenstadt. Sie verbindet als Fußgängerzone Marktplatz und Quengelstraße. | FKirchstraße |
| Klingelstraße (Lage)                     | ca. 100                | | Von An der Ziegelhütte.                                                | Die Straße liegt am äußersten Nordrand der Stadt zur Ortsgemeinde Mammelzen. | |
| Koblenzer Straße (Lage)                  | ca. 1000               | | Von der Kölner Straße nach Almersbach.                                 | Die Straße liegt am Südrand der Stadt und ist als L267 eine zentrale Ausfallstraße in Richtung Puderbach. | Koblenzer Straße |
| Kölner Straße (Lage)                     | ca. 2000               | Bezug auf die historische Wegverbindung nach Köln (Cölnische Hohe Heer- und Geleitstraße und Köln-Leipziger Straße)                                                                         | Von der Quengelstraße nach Helmenzen.                                  | Die Straße liegt als Teil der historischen Köln-Leipziger-Straße am Westrand der Innenstadt, erschließt das Industriegebiet im Westen der Stadt und ist als Bundesstraße 8 eine der zentralen Ausfallstraßen in Richtung Siegburg, Bonn und Köln.                                                                                                | |
| Konrad-Adenauer-Platz (Lage)             | 530                    | Konrad Adenauer, deutscher Politiker | Von der Bahnhofstraße zur Wiedstraße.                                  | Der 1976 benannte Platz liegt am Südwestrand der Innenstadt in Nähe des Bahnhofs und bildet gleichzeitig den Bahnhofsvorplatz. | Konrad-Adenauer-Platz in Richtung Wiedstraße |
| Kumpstraße (Lage)                        | ca. 2000               | „Kump“, schüsselförmige Senkung auf einer Feld- und Wiesenflur. | Von der Kölner Straße nach Hamm (Sieg).                                | Die 1933 im unteren und bebauten Abschnitt Adolf-Hitler-Straße, 1945 wieder komplett Kumpstraße benannte Straße liegt am Nordrand der Innenstadt und ist als L267 eine der zentralen Ausfallstraßen in Richtung Norden und zur Umgehungsstraße.                                                                                                  | Einfahrt zur Kumpstraße von der Kölner Straße |
| Lärchenweg (Lage)                        | ca. 150                | | Von der Wiedstraße.                                                    | Die 1978 benannte Straße liegt im Stadtteil Leuzbach. Sie durchquert den Tannenweg. | |
| Lessingstraße (Lage)                     | 193                    | Gotthold Ephraim Lessing, deutscher Dichter | Von der Eichendorffstraße.                                             | Die 1986 benannte Straße liegt im Ortsteil Honneroth. Sie entstand in den 1980er Jahren. | |
| Leuzbacher Weg (Lage)                    | ca. 1000               | Verbindungsstraße nach Leuzbach | Von der Wiedstraße.                                                    | Die 1930 benannte Straße erschließt von Altenkirchen aus das Wohngebiet um das Krankenhaus und mündet in Leuzbach erneut in die Wiedstraße. | Leuzbacher Weg |
| Lindenweg (Lage)                         | ca. 100                | | Vom Kiefernweg zum Erlenweg.                                           | Die 1970 benannte Straße liegt im Stadtteil Leuzbach. | |
| Lise-Meitner-Straße (Lage)               | 112                    | Lise Meitner, österreichische Kernphysikerin | Von der Kölner Straße/Rehhardt.                                        | Die 2002 benannte Straße liegt am Nordrand der Stadt. Sie erschließt das Industriegebiet an der Bundesstraße 8. | |
| Lohmühlenweg (Lage)                      | ca. 450                | Bezug auf ehemaligen Mühlenstandort | Von der Kumpstraße nach Auf dem Steinchen.                             | Die 1951 benannte Straße liegt im südwestlichen Randbereich der Innenstadt. Sie durchquert Auf dem Steinchen. | Lohmühlenweg |
| Ludwig-Jahn-Straße (Lage)                | 131                    | Friedrich Ludwig Jahn, deutscher Pädagoge | Von der Frankfurter Straße nach Im Hähnchen.                           | Die 1930 zunächst Jahnstraße benannte Straße liegt am Ostrand der Innenstadt. Sie quert die Saynstraße. | |
| Marktplatz (Lage)                        | 128 × ca. 100          | wortwörtlich | Von der Wilhelmstraße zur Marktstraße.                                 | Der Platz liegt im Zentrum der Innenstadt und wird von der Hofstraße durchquert. | Marktplatz in Richtung Wilhelmstraße (Platzgestaltung vor 2017) |
| Marktstraße (Lage)                       | 289                    | Bezug auf den Marktplatz | Von der Saynstraße zur Wilhelmstraße.                                  | Die Straße liegt im Zentrum der Innenstadt. Sie quert den Marktplatz. | Marktstrßse |
| Mörikestraße (Lage)                      | ca. 200                | Eduard Mörike, deutscher Dichter | Von der Büchnerstraße.                                                 | Die 1982 benannte Straße liegt im Ortsteil Honneroth. Sie entstand als Rundstraße in den 1980er Jahren. | |
| Mühlengasse (Lage)                       | 93                     | Bezug auf ehemaligen Mühlenstandort am Mühlengraben | Von der Wilhelmstraße zur Im Hähnchen.                                 | Die Straße liegt am Südrand der Innenstadt am gleichnamigen Parkplatz. Die Fortsetzung der Gasse geht in einen Wanderweg über, der zum Wiesental führt. | Mühlengasse |
| Öffer Weg (Lage)                         | 405                    | Bezug auf Nieder- und Oberölfen | Von der B256.                                                          | Die 1968 benannte Straße liegt im Ortsteil Bergenhaus des Stadtteils Leuzbach. | |
| Parkstraße (Lage)                        | ca. 300                | Bezug auf die parkartige Bebauung ab den 1900er-Jahren | Von der Hochstraße zur Sehrtenbachstraße.                              | Die 1908 benannte Straße liegt im Nordosten der Innenstadt. Planmäßig wurde die Straße von dem Altenkirchener Baumeister C. Sachse bis in die 1930er-Jahre bebaut. Sie durchquert die Karlstraße und kreuzt die Friesenstraße. Das Haus Parkstraße 12, eine kleine Mansarddach-Villa, ist ein Kulturdenkmal der Stadt.                           | Parkstraße |
| Pestalozzistraße (Lage)                  | 107                    | Johann Heinrich Pestalozzi, Schweizer Pädagoge | Von der Schulstraße zum Ziegelweg.                                     | Die 1955 benannte Wohnstraße liegt am Westrand der Innenstadt in der Nähe der gleichnamigen Grundschule. | Pestalozzistraße |
| Petersbachweg (Lage)                     | 48                     | Bezug auf Gewässer | Von der Kölner Straße/B8.                                              | Die 1955 benannte Straße liegt am Nordrand der Stadt. Sie erschließt das Industriegebiet an der Bundesstraße 8. | |
| Philipp-Reis-Straße (Lage)               | cs. 100                | Philipp Reis, deutscher Physiker und Erfinder | Von der Kölner Straße/B8.                                              | Die 1974 benannte Straße liegt am Nordrand der Stadt. Sie erschließt das Industriegebiet an der Bundesstraße 8. Sie quert die Lise-Meitner-Straße. | |
| Quengelstraße (Lage)                     | 588                    | Bezug auf den Quengelbach | Von der Kölner Straße zur Frankfurter Straße.                          | Die Straße liegt am nordwestlichen Rand der Innenstadt und verbindet als Teilstück der B8 die beiden zentralen Ausfallstraßen. Diese Verbindung entstand beim Stadtumbau in der 1960er- und 70er-Jahren und der Umwidmung der Wilhelmstraße in eine Fußgängerzone.                                                                               | Quengelstraße |
| Raiffeisenstraße (Lage)                  | ca. 250                | Friedrich Wilhelm Raiffeisen, deutscher Volkswirt und Genossenschaftsgründer | Von der Wiedstraße.                                                    | Die 1968 benannte Straße liegt am Südrand des Stadtteils Leuzbach. Sie erschließt ein Industriegebiet und überquert die Bahnlinie Altenkirchen–Engers. | |
| Rathausstraße (Lage)                     | ca. 100                | Bezug auf das historische Rathaus sowie das gegenwärtige Rathaus der Verbandsgemeinde Altenkirchen (Westerwald)                                                                             | Von der Wilhelmstraße zur Siegener Straße.                             | Die ab 1927 Hindenburgstraße, 1948 wieder Rathausstraße benannte Straße liegt am Nordrand der Innenstadt. Sie verbindet die B8 und die Fußgängerzone mit der Siegener Straße. Das Gebäude Rathausstraße 12, ein späthistoristisches Geschäfts- und Verwaltungsgebäude von 1906, ist ein Kulturdenkmal der Stadt.                                 | Rathausstraße |
| Rehhardt (Lage)                          | ca. 100                | Flurname | Von der Lise-Meitner-Straße nach Helmenzen.                            | Die 2000 benannte Straße liegt am äußersten Nordrand des Stadtgebiets. Sie bindet das Wohngebiet in Helmenzen an die B8 an. | |
| Rudolf-Diesel-Straße (Lage)              | 445                    | Rudolf Diesel, deutscher Ingenieur und der Erfinder des Dieselmotors | Von der Kölner Straße.                                                 | Die 1974 benannte Straße liegt am Westrand der Stadt und erschließt ein Industriegebiet. | |
| Saynstraße (Lage)                        | ca. 100                | Bezug auf die historische Verbindung zur Grafschaft Sayn und zur Grafschaft Sayn-Altenkirchen                                                                                               | Von der Ludwig-Jahn-Straße zur Wilhelmstraße.                          | Die 1999 benannte Straße liegt im Bereich der Innenstadt und entstand im Zuge der Stadtsanierung in den 1990er-Jahren. Sie quert die Marktstraße. | Saynstraße in Richtung Wilhelmstraße |
| Schillerstraße (Lage)                    | 945                    | Friedrich Schiller, deutscher Dramatiker | Von der Fontanestraße zur Goethestraße.                                | Die 1977 benannte Straße liegt im Ortsteil Honneroth. Sie entstand in den 1970er Jahren. | |
| Schloßplatz (Lage)                       | 183 × ca. 100          | Bezug auf das ehemalige Schloss Altenkirchen | Von der Wilhelmstraße zur Rathausstraße.                               | Der 1990 benannte Platz liegt im Zentrum der Innenstadt am nördlichen Ende der Fußgängerzone. Er entstand bei der Neugestaltung der Innenstadt in den 1990er-Jahren. Die Neubauten der Westerwald Bank und Kreissparkasse Altenkirchen wurden 1995 eröffnet; der Platz selbst 1997 eingeweiht.                                                   | Schloßplatz, im Hintergrund das Gebäude der Kreissparkasse Altenkirchen |
| Schlossweg (Lage)                        | ca. 75                 | Bezug auf das ehemalige Schloss Altenkirchen | Von der Quengelstraße zur Kirchstraße.                                 | Die 1930 benannte Straße liegt am Rand der Innenstadt und bindet den Parkplatz zur Quengelstraße an. | |
| Schulstraße (neu) (Lage)                 | 143                    | Die Straße führt zur Pestalozzischule (Grundschule) | Von der Kölner Straße zum Driescheider Weg.                            | Die 1955 benannte Straße (zuvor Hohlweg) liegt am Westrand der Innenstadt. | Schulstraße |
| Schulstraße (alt) (Lage)                 | ca. 100                | Bezug auf früheren innerstädtischen Schulstandort | Von Zum Weyerdamm zur Kirchstraße                                      | Die 1893 benannte Straße lag am Westrand der Innenstadt. Die an der Schulstraße liegenden Gebäude wurden beim Stadtumbau in den 1970er-Jahren abgetragen und wichen der Unterführung der innerstädtischen Umgehung (Quengelstraße); heute befindet sich in diesem Bereich ein Parkplatz und ein kleiner Park.                                    | Historische Flurkarte von Altenkirchen; Verlauf der Straßen Quengelstraße, Kirchstraße, Schloßweg, Schulstraße und Zum Weyerdamm vor dem Umbau in den 1970er und 1980er Jahren. Quelle: Kreisarchiv Altenkirchen |
| Schützenstraße (Lage)                    | ca. 200                | Bezug auf den Schützenplatz | Vom Dammweg zur Bachstraße.                                            | Die 1930 benannte Straße liegt am Südrand der Innenstadt. | |
| Schützenweg (Lage)                       | 100                    | Bezug auf den lokalen Schützenverein und nahen Schützenplatz | Vom Tannenweg abzweigend.                                              | Die 1968 benannte Straße liegt im Stadtteil Leuzbach. Sie ist eine Sackgasse. | |
| Schwalbenweg (Lage)                      | 100                    | | Von Auf dem Steinchen.                                                 | Die 1957 benannte Straße liegt am Nordrand der Stadt. | |
| Sehrtenbachstraße (Lage)                 | 100                    | Bezug auf den parallel verlaufenden Sehrtenbach | Von der Frankfurter Straße nach Im Vogelsang.                          | Die 1940 benannte Straße liegt am Südrand des Parkstraßenviertels. Sie quert die Parkstraße. | Sehrtenbachstraße |
| Siegener Straße (Lage)                   | ca. 500                | Verbindungsstraße über Wissen nach Siegen | Von der Rathausstraße nach Mammelzen.                                  | Die 1948 benannte Straße beginnt am Nordrand der Innenstadt. Sie unterquert an ihrem nördlichen Ende die Umgehungsstraße B414 und bildet als B256 eine der zentralen Ausfallstraßen. | |
| Stadionstraße (Lage)                     | 100                    | | Von der Ringstraße zur An der Ziegelhütte.                             | Die Straße liegt am äußersten Nordrand des Stadtgebiets an der Grenze zu Mammelzen. | |
| Stadthallenweg (Lage)                    | 100                    | Bezug auf die Stadthalle | Vom Dammweg.                                                           | Die 1955 benannte Straße liegt am Rand der Innenstadt. Sie bindet die Stadthalle an und ist eine Sackgasse. | |
| Tannenweg (Lage)                         | 250                    | | Von der Helmenzer Straße zur Wiedstraße.                               | Die 1978 benannte Straße liegt am westlichen Rand des Stadtteils Leuzbach. Sie durchquert den Schützenweg. | |
| Theodor-Fliedner-Straße (Lage)           | 122                    | Theodor Fliedner, deutscher evangelischer Pastor, Sozialreformer und Gründer der Kaiserswerther Diakonie.                                                                                   | Vom Leuzbacher Weg.                                                    | Die 1975 benannte, kurze Straße liegt am Ostrand des Stadtteils Leuzbach. Sie bindet das gleichnamige Seniorenheim an. | Theodor-Fliedner-Straße |
| Uhlandstraße (Lage)                      | 133                    | Ludwig Uhland, deutscher Dichter und Politiker | Von der Goethestraße.                                                  | Die 1980 benannte Straße liegt im Ortsteil Honneroth. Sie entstand in den 1980er Jahren. | |
| Ulmenweg (Lage)                          | ca. 50                 | | Vom Leuzbacher Weg.                                                    | Die 1970 benannte Straße liegt im Stadtteil Leuzbach. | |
| Verbindungsweg (Lage)                    | 151                    | wortwörtlich | Von der Wiedstraße zum Leuzbacher Weg.                                 | Die 1930 benannte Straße liegt am Westrand der Stadt in Richtung des Stadtteils Leuzbach. | Verbindungsweg |
| Von-Kleist-Straße (Lage)                 | 337                    | Heinrich von Kleist, deutscher Schriftsteller | Von der Büchnerstraße.                                                 | Die 1982 benannte Straße liegt im Ortsteil Honneroth. Sie entstand als Rundstraße in den 1980er Jahren. | |
| Wallstraße (Lage)                        | 100                    | Bezug auf die ehemalige Stadtbefestigung (Stadtmauer) | Von der Marktstraße zur Saynstraße.                                    | Die Straße liegt im zentralen Bereich der Innenstadt. Sie durchquert die Marktstraße. | Wallstraße |
| Wiedstraße (Lage)                        | ca. 2000               | Die Straße läuft parallel zur Wied. | Von der Kölner Straße zur K151.                                        | Die Straße verbindet als Kreisstraße 151 die Innenstadt mit dem Ortsteil Leuzbach, diesen mit der Bundesstraße 256 (Umgehungsstraße). | Wiedstraße |
| Wiesenstraße (Lage)                      | 50                     | Bezug auf frühere landwirtschaftliche Nutzung | Von der Feldstraße.                                                    | Die 1974 benannte Straße liegt parallel zur Siegener Straße. | |
| Wilhelmstraße (Lage)                     | 418                    | Wilhelm I., deutscher Kaiser | Von der Kölner Straße zum Schlossplatz.                                | Die Straße liegt im Zentrum der Innenstadt. Sie bildet seit den 1980er-Jahren die Fußgängerzone und durchquert den Marktplatz. | Wilhelmstraße |
| Ziegelweg (Lage)                         | 270                    | Bezug auf früheren Ziegelei-Standort | Vom Driescheider Weg zur Kölner Straße.                                | 1951 benannt. | Ziegelweg |
| Zum Johannistal (Lage)                   | 300                    | Flurname | Von der Bergstraße.                                                    | Die 1940 benannte Straße liegt am Südrand des Stadtgebiets hin zu Almersbach. | Zum Johannistal |
| Zum Löh (Lage)                           | ca. 50                 | Flurname | Von der Karlstraße zur Friesenstraße.                                  | Die 1951 benannte Straße liegt im Parkstraßen-Viertel im Nordosten der Stadt. | Zum Löh |
| Zum Pfarracker seit 1950er-Jahre? (Lage) | ca. 50                 | Flurname | Vom Kiefernweg zur Wiedstraße.                                         | Die 1955 benannte Straße liegt Westteil der Stadt in Richtung des Stadtteils Leuzbach. | Zum Pfarracker |
| Zum Weyerdamm (Lage)                     | 186                    | Hinweis auf Dammbefestigungen am Quengelbach | Von der Quengelstraße zum Schloßweg.                                   | Die 1930 benannte Straße liegt am westlichen Rand der Innenstadt und bindet die Quengelstraße mit einer Unterführung an die Wilhelmstraße und dem Dammweg an. Diese Verbindung veränderte sich beim Bau innerstädtischen Umgehung in der 1960er- und 70er-Jahren und der Umwidmung der Wilhelmstraße in eine Fußgängerzone.                      | Zum Weyerdamm |

## Orthografie
Altenkirchen hält sich in aller Regel an die vom Duden-Verlag herausgegebenen Richtlinien zur Schreibweise von Straßennamen. Die wichtigsten Regeln lauten:
- Das erste Wort eines Straßennamens wird großgeschrieben, z. B. Auf dem Altdriesch.
- Zusammen schreibt man Straßennamen, die aus einem Substantiv (beziehungsweise einem Namen) und einem für Straßennamen typischen Grundwort wie z. B. Straße, Gasse, Weg, Platz bestehen: Mühlengasse, Wilhelmstraße.
- Ist der erste Bestandteil ein Adjektiv, das gebeugt ist, wird getrennt geschrieben.
- Die Getrenntschreibung gilt auch für adjektivische Ableitungen von Orts- und Ländernamen: Kölner Straße.
- Den Bindestrich setzt man, wenn die Bestimmung zum Grundwort aus mehreren Wörtern besteht. Also Von-Kleist-Straße.